# Scampolo (film, 1941)
Pour les articles homonymes, voir Scampolo.
Pour plus de détails, voir Fiche technique et Distribution.
Scampolo est un film italien réalisé par Nunzio Malasomma et sorti en 1941, basé sur la pièce du même nom de Dario Niccodemi, adaptée à plusieurs reprises au cinéma.

## Synopsis
Scampolo, une jolie jeune fille pauvre, livre du linge à Titus, un ingénieur qui est en attente d'un nouveau travail en Sardaigne. Les deux jeunes gens sont attirés l'un par l'autre, mais un ami de Titus courtise la jeune Scampolo

## Fiche technique
- Réalisation : Nunzio Malasomma
- Scénario : Nunzio Malasomma, adaptant de la pièce de Dario Niccodemi
- Photographie : Tino Santoni
- Montage : Gabriele Varriale
- Musique : Eldo Di Lazzaro
- Production : Excelsa Film
- Distributeur : Minerva Film
- Durée : 78 minutes
- Date de sortie :
  - Royaume d'Italie : 2 octobre 1941

## Distribution
- Lilia Silvi : Scampolo
- Amedeo Nazzari : Tito Sacchi (Titus)
- Carlo Romano : Gerardo Bernini
- Luisa Garella : Franca
- Nice Raineri : Giulia Bernini
- Giacomo Almirante : Giglioli
- Guglielmo Barnabò : Fallotti
- Mario Siletti : Gastone
- Anita Durante : La propriétaire de la boutique de repassage
- Arturo Bragaglia : Ernesto
- Gildo Bocci : fleuriste
- Toscano Giuntini : portier
- Armandina Bianchi : repasseuse
- Lina Tartara Minora

## Production
Le film a été tourné aux Studios Safa Palatino à Rome.
Le nom « Scampolo » (qui signifie « échantillon ») est un sobriquet donné par un commissaire qui avait arrêté la jeune femme pour mendicité, et qui lui avait dit : « il y a trop d'étoffe pour une gamine, et pas assez pour une femme; tu n'es qu'un échantillon ! ».

## Critique
Des différentes adaptations de la pièce de Dario Niccodemi, ce film de 1941 est la plus réussie grâce à l'interprétation de Lilia Silvi.